# Pic verdâtre
Picus viridanus
Espèce
Statut de conservation UICN

 LC  : Préoccupation mineure
Le Pic verdâtre (Picus viridanus) est une espèce d'oiseaux de la famille des Picidae.
Son aire s'étend à travers le sud de la Birmanie et le nord de la péninsule Malaise.

## Taxinomie
D'après la classification de référence (version 5.2, 2015) du Congrès ornithologique international (COI), cette espèce est monotypique (non divisée en sous-espèces). Depuis sa classification version 4.3, le COI traite la sous-espèce Picus viridanus weberi comme conspécifique de Picus viridanus viridanus.